# Max (1994)
Max is een Vlaamse filmkomedie uit 1994 van Freddy Coppens. De hoofdrol wordt vertolkt door Jacques Vermeire.
De film lokte meer dan 701.000 mensen naar de bioscoop.

## Verhaal
Max de Keukeleire is een al wat ouder wordende weduwnaar die met zijn chagrijnige vader Gaspard en puberende dochter Sofie boven een wat slordig uitziende winkel woont, een familiezaak in bekers en trofeeën. De zaken willen echter niet vlotten want Max heeft evenveel verstand van de verkoop als een gemiddelde koe van gevels schilderen. De danslessen die hij elke week volgt ziet hij dan ook als een leuk verzetje. Helaas is het met zijn artistieke kwaliteiten even erg gesteld als met zijn commercieel temperament: huilen met de pet op. Dus laat zijn leraar hem dan maar dansen met een kapstok. Met het oog op het nakende kampioenschap is dit echter geen leuk vooruitzicht en Max gaat op zoek naar een partner. Door een stom toeval komt hij in contact met Annie, een gewezen striptease-danseres die op de vlucht is voor haar minnaar. Hun eerste contact is niet wat je noemt succesvol, maar langzamerhand groeit er iets moois tussen hen. De ex-minnaar van Annie probeert roet in het eten te gooien maar uiteindelijk mogen ze toch deelnemen aan het tangokampioenschap. 

## Rolverdeling
| Acteur            | Personage             |
| ----------------- | --------------------- |
| Jacques Vermeire  | Max de Keukeleire     |
| Greet Rouffaer    | Annie Brokka          |
| Danni Heylen      | Clarisse Bal          |
| Ianka Fleerackers | Sofie de Keukeleire   |
| Johny Voners      | Carlos                |
| Luc Philips       | Gaspard de Keukeleire |
| Ludo Busschots    | Gilbert Bal           |
| Mathias Sercu     | Kurt Bal              |
| Bert van den Dool | Harry                 |

Enkele tritagonisten zijn Luc Verschueren, Nolle Versyp, Constant Vanden Stock, Michel Verschueren, spelers van voetbalclub RSC Anderlecht, Jean-Marie Pfaff, Carl Huybrechts, Urbanus, Bea Van der Maat, Luk D'Heu & Warre Borgmans en de figuranten van het dorp Herent zelf.

## Muziek en stemmen
Voor stemmen werd een beroep gedaan op onder meer Loes Van den Heuvel en Chris Van den Durpel.
De song van de film is "Max, ik ben gewoon de max", door Jacques Vermeire.